# Horace Burrell

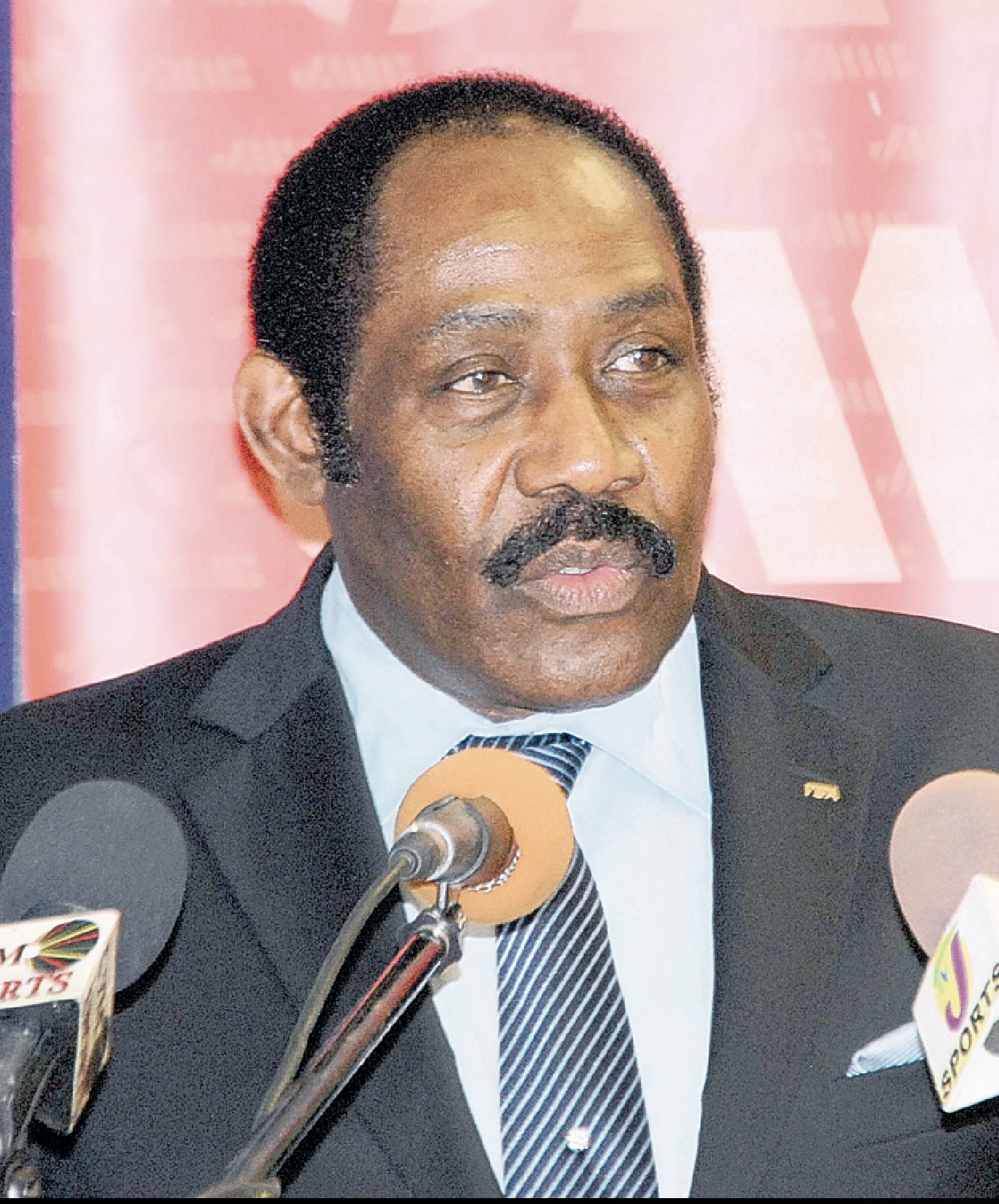
Horace Burrell (November 2012)

Horace Garfield Burrell (* 8. Februar 1950 in May Pen, Clarendon Parish; † 6. Juni 2017 in Baltimore, Maryland), auch bekannt unter dem Namen Captain Burrell, war ein jamaikanischer Fußballfunktionär und Gründer sowie CEO der Restaurantkette The Captain’s Bakery and Grill und Captain’s Aviation Services.

## Sportlicher Werdegang
Horace Burrell übernahm 1994 erstmals das Präsidentschaftsamt der Jamaica Football Federation. Unter seiner Leitung qualifizierte sich die Nationalmannschaft des Karibikstaats erstmals für eine Weltmeisterschaftsendrunde, beim WM-Turnier 1998 war die Mannschaft als Außenseiter letztlich auch nahezu chancenlos und erreichte nach Auftaktniederlagen gegen Kroatien und Argentinien mit einem 2:1-Erfolg über Japan Dank zweier Tore von Theodore Whitmore zum Abschluss der Gruppenphase den dritten Platz. In der Folge wurde er national wie international mehrfach geehrt.
2003 übergab Burrell nach einer verlorenen Kampfabstimmung den Posten an der Verbandsspitze an Crenston Boxhill, kehrte aber vier Jahre später auf den Vorsitz zurück. Parallel war er im Vorstand der Caribbean Football Union sowie der CONCACAF tätig, zudem saß er zeitweise in der FIFA-Ethikkommission. Von dieser wurde er im Oktober 2011 für drei Monate gesperrt, da er in der Aufarbeitung des Korruptionsskandals rund um Jack Warner nicht kooperativ gewesen war. Nach Ablauf der Sperre kehrte er 2012 in seine Ämter zurück und wurde zudem in das Organisationskomitee der Fußballwettbewerbe bei Olympischen Sommerspielen aufgenommen.
Horace Burrell starb am 6. Juni 2017 im Alter von 67 Jahren an den Folgen einer Krebserkrankung nach einer Behandlung in den Vereinigten Staaten.